# Fidel Gabriel Villanueva Rivero
Fidel Gabriel Villanueva Rivero (Cozumel, 8 de agosto de 1971) fue magistrado Presidente del Tribunal Superior de Justicia del Estado de Quintana Roo, titular del poder judicial de estado de Quintana Roo
Se ha encargado de la implantación del "sistema de juicios orales" en el estado de Quintana Roo, así como la apertura de escuelas judiciales para la profesionalización del poder judicial en el estado.

## Antecedentes
Prestó su servicio social en el Tribunal Fiscal de la Federación zona Golfo Centro, Agente del Ministerio Público de la subprocuraduría de la Zona Norte del Estado y en los municipios de Solidaridad y Lázaro Cárdenas; Juez Penal de primera instancia en Cozumel y presidió el colegio de Jueces del Poder Judicial del Estado.
| Predecesor: Lizbeth Loy Song Encalada | Presidente del Tribunal Superior de Justicia del Estado de Quintana Roo 2014- 2017 Segundo Periodo | Sucesor: Antonio León Ruiz |